# Trofimi
I Trofimi (in greco antico: τρόφιμοι?, tróphimoi, "mantenuti", da τροφός, trophós, "nutrimento") sono i figli dei non-Spartiati — Perieci o stranieri — che ricevevano l'educazione degli Spartiati.
I Trofimi erano adottati a titolo temporaneo da un oikos spartiata. I Trofimi, figli di Perieci, come i Neodamodi ed i nothoi (figli bastardi di cittadini e di schiavi) costituivano una classe intermedia a Sparta. Essi potevano accedere allo status di cittadini.
Su invito di Agesilao II, Senofonte fece allevare i suoi figli a Sparta come Trofimi. I Trofimi stranieri ritornavano generalmente nei loro paesi d'origine, dove aumentavano l’influenza di Sparta. Tuttavia, alcuni Trofimi sceglievano di rimanere a Sparta, o anche di combattere nell'esercito cittadino. Questo fu per esempio il caso nel 381 a.C., nella spedizione in cui Agesilao prese d'assedio Fliunte:
( Senofonte, Elleniche,  V, 3, 9.)
Secondo Plutarco, Agide IV intese completare il corpo civico, divenuto ormai insufficiente per i bisogni militari di Sparta, "con tutti i Perieci e gli stranieri che erano stati allevati come uomini liberi e che per il resto erano di buona costituzione e nel fiore degli anni".